# Вагс, Зегер
Хендрик Виллем Зегер Вагс (нидерл. Hendrik Willem Zeger Vaags; 18 февраля [3 марта] 1903, Эйсселстейн, Утрехт — 9 апреля 1988, Гронинген, Гронинген) — нидерландский футболист, игравший на позиции левого полузащитника. Наиболее известен как игрок клуба «Витесс», в составе которого выступал на протяжении девяти сезонов, был капитаном команды. В 1929 году покинул команду и отправился работать в Голландскую Ост-Индию. В сезоне 1929/30 выступал за клуб БВК из Батавии.

## Личная жизнь
Хендрик Виллем Зегер родился в феврале 1903 года в городе Эйсселстейн. Отец — Петрюс Герхардюс Вагс, был родом из Боркюло, мать — Мария Йоханна ван Элст, родилась в Эйсселстейне. Помимо него, в семье была старшая дочь по имени Эверина Берендина, родившаяся в августе 1896 года.
Работал учителем. Вагс женился в возрасте двадцати шести лет — его избранницей стала  Петронелла Герхарда Люгт, уроженка Утрехта. Их брак был зарегистрирован 10 октября 1929 года в  Арнеме. В браке родилось трое детей: сын Робби Зегер, дочери Петронелла Герарда и Элсе Брюнетте. Вместе с супругой работал на территории Голландской Ост-Индии — жена также была учителем, в 1931 году она преподавала в школе города Суракарта.
Во время Японской оккупации Индонезии, которая длилась с весны 1942 года по осень 1945 года, семья Вагса находилась в лагерях — Зегер оказался в лагере для военнопленных в Макассаре, а супруга с детьми находилась в лагере Кампили, который находился в 20 км от Макассара.
Умер 9 апреля 1988 года в возрасте 85 лет в Гронингене.

## Статистика по сезонам
| Клуб   | Сезон   | Чемпионат Нидерландов | Чемпионат Нидерландов | Кубок Нидерландов | Кубок Нидерландов | Прочие | Прочие | Итого | Итого |
| Клуб   | Сезон   | Игры                  | Голы                  | Игры              | Голы              | Игры   | Голы   | Игры  | Голы  |
| ------ | ------- | --------------------- | --------------------- | ----------------- | ----------------- | ------ | ------ | ----- | ----- |
| Витесс | 1921/22 | 7                     | 0                     |                   |                   |        |        | 7     | 0     |
| Витесс | 1922/23 | 17                    | 1                     |                   |                   | 2      | 0      | 19    | 1     |
| Витесс | 1923/24 | 18                    | 0                     |                   |                   |        |        | 18    | 0     |
| Витесс | 1924/25 | 17                    | 0                     | 3                 | 0                 |        |        | 20    | 0     |
| Витесс | 1925/26 | 18                    | 0                     | 3                 | 0                 |        |        | 21    | 0     |
| Витесс | 1926/27 | 18                    | 0                     | 6                 | 0                 |        |        | 24    | 0     |
| Витесс | 1927/28 | 18                    | 1                     | 1                 | 0                 |        |        | 19    | 1     |
| Витесс | 1928/29 | 18                    | 0                     |                   |                   |        |        | 18    | 0     |
| Витесс | 1929/30 | 6                     | 0                     |                   |                   |        |        | 6     | 0     |
| Витесс | Итого   | 137+                  | 2+                    | 13                | 0                 | 2      | 0      | 152+  | 2+    |